# Franck Kanouté
Elimane Franck Kanouté (Bignona, 13 dicembre 1998) è un calciatore senegalese, centrocampista del Radnički Niš.

## Caratteristiche tecniche
Centrocampista difensivo gioca prevalentemente come perno del centrocampo anche se può essere impiegato come mezzala o, occasionalmente, al centro della difesa.

## Carriera

### Club
Arrivato in Italia nel 2014 per una vacanza studio, dopo aver svolto numerosi provini, nel 2016 viene tesserato dalla Juventus, che lo inserisce nel proprio settore giovanile dopo il compimento della maggiore età.
Il 31 agosto 2017 è stato ceduto a titolo definitivo al Pescara nell'ambito di un'operazione che ha coinvolto altri calciatori delle giovanili dei due club. Ha debuttato con il club biancazzurro l'8 settembre seguente subentrando a Gastón Brugman all'87' dell'incontro pareggiato 3-3 contro il Frosinone. Poco impiegato nella prima parte di stagione, l'ultimo giorno del mercato invernale di gennaio è stato ceduto in prestito semestrale all'Ascoli con cui ha trovato una maggiore continuità.
Rientrato in Abruzzo, è stato confermato nella rosa del Pescara in vista della stagione 2018-2019 dove tuttavia è stato impiegato di rado riuscendo a collezionare solo 11 presenze fra campionato e coppa, di cui solo 3 da titolare.  Il 1º agosto 2019 è stato ceduto in prestito al Cosenza. Il 1º luglio 2020, chiude la sua esperienza con i rossoblu dopo aver raccolto 18 presenze in campionato, ritornando al Pescara, dopo che non è stato trova l'accordo sul prolungamento del prestito fino al 31 agosto con la società calabrese.
Il 1º settembre 2020 viene acquistato a titolo definitivo dal Cercle Bruges. Dopo 22 partite con il club belga, il 14 luglio 2022 passa in prestito annuale con diritto di riscatto al Sochaux, in Ligue 2.
Il 3 luglio 2023, Kanouté viene ceduto a titolo definitivo ai serbi del Partizan, con cui firma un contratto triennale.
Dopo una stagione da svincolato, il 26 luglio 2025 Kanouté viene ufficialmente ingaggiato dal Radnički Niš, sempre nella massima serie serba.

### Nazionale
Il 12 novembre 2020 riceve la prima convocazione dalla nazionale maggiore senegalese. Debutta per i Leoni della Teranga tre giorni dopo contro la Guinea-Bissau.

## Statistiche

### Presenze e reti nei club
Statistiche aggiornate al 3 luglio 2023.
| Stagione        | Squadra         | Campionato      | Campionato | Campionato | Coppe nazionali | Coppe nazionali | Coppe nazionali | Coppe continentali | Coppe continentali | Coppe continentali | Altre coppe | Altre coppe | Altre coppe | Totale | Totale | Totale |
| Stagione        | Squadra         | Comp            | Pres       | Reti       | Comp            | Pres            | Reti            | Comp               | Pres               | Reti               | Comp        | Pres        | Reti        | Pres   | Reti   |        |
| --------------- | --------------- | --------------- | ---------- | ---------- | --------------- | --------------- | --------------- | ------------------ | ------------------ | ------------------ | ----------- | ----------- | ----------- | ------ | ------ | ------ |
| 2017-gen. 2018  | Pescara         | B               | 7          | 0          | CI              | 1               | 0               |                    | -                  | -                  |             | -           | -           | 8      | 0      |        |
| gen.-giu. 2018  | Ascoli          | B               | 12+2       | 0          | CI              | 0               | 0               |                    | -                  | -                  |             | -           | -           | 14     | 0      |        |
| 2018-2019       | Pescara         | B               | 10         | 0          | CI              | 1               | 0               |                    | -                  | -                  |             | -           | -           | 11     | 0      |        |
| Totale Pescara  | Totale Pescara  | Totale Pescara  | 17         | 0          |                 | 2               | 0               |                    | -                  | -                  |             | -           | -           | 19     | 0      |        |
| 2019-2020       | Cosenza         | B               | 18         | 0          | CI              | 1               | 0               |                    | -                  | -                  |             | -           | -           | 19     | 0      |        |
| 2020-2021       | Cercle Bruges   | PL              | 16         | 1          | CB              | 2               | 0               | -                  | -                  | -                  | -           | -           | -           | 18     | 1      |        |
| 2021-2022       | Cercle Bruges   | PL              | 6          | 1          | CB              | 1               | 0               | -                  | -                  | -                  | -           | -           | -           | 7      | 1      |        |
| Totale Bruges   | Totale Bruges   | Totale Bruges   | 22         | 2          |                 | 3               | 0               |                    | -                  | -                  |             | -           | -           | 25     | 2      |        |
| 2022-2023       | Sochaux         | L2              | 30         | 1          | CF              | 0               | 0               | -                  | -                  | -                  | -           | -           | -           | 30     | 1      |        |
| Totale carriera | Totale carriera | Totale carriera | 101        | 3          |                 | 6               | 0               |                    | -                  | -                  |             | -           | -           | 107    | 3      |        |

### Cronologia presenze e reti in nazionale
| Cronologia completa delle presenze e delle reti in nazionale ― Senegal | Cronologia completa delle presenze e delle reti in nazionale ― Senegal | Cronologia completa delle presenze e delle reti in nazionale ― Senegal | Cronologia completa delle presenze e delle reti in nazionale ― Senegal | Cronologia completa delle presenze e delle reti in nazionale ― Senegal | Cronologia completa delle presenze e delle reti in nazionale ― Senegal | Cronologia completa delle presenze e delle reti in nazionale ― Senegal | Cronologia completa delle presenze e delle reti in nazionale ― Senegal |
| Data                                                                   | Città                                                                  | In casa                                                                | Risultato                                                              | Ospiti                                                                 | Competizione                                                           | Reti                                                                   | Note                                                                   |
| ---------------------------------------------------------------------- | ---------------------------------------------------------------------- | ---------------------------------------------------------------------- | ---------------------------------------------------------------------- | ---------------------------------------------------------------------- | ---------------------------------------------------------------------- | ---------------------------------------------------------------------- | ---------------------------------------------------------------------- |
| 15-11-2020                                                             | Bissau                                                                 | Guinea-Bissau                                                          | 0 – 1                                                                  | Senegal                                                                | Qual. Coppa d'Africa 2021                                              | -                                                                      | 90+2’                                                                  |
| 26-3-2021                                                              | Brazzaville                                                            | Rep. del Congo                                                         | 0 – 0                                                                  | Senegal                                                                | Qual. Coppa d'Africa 2021                                              | -                                                                      | 78’                                                                    |
| Totale                                                                 |                                                                        | Presenze                                                               | 2                                                                      |                                                                        | Reti                                                                   | 0                                                                      |                                                                        |